# Cantón de Montes de Oca
Cantón de Montes de Oca är en kanton i Costa Rica.   Den ligger i provinsen San José, i den centrala delen av landet, 8 km öster om huvudstaden San José. Antalet invånare är 54 288. Arean är 15,2 kvadratkilometer.
Terrängen i Cantón de Montes de Oca är huvudsakligen platt, men österut är den kuperad.